# Samson et Néon
Samson et Néon è una serie televisiva d'animazione francese, in onda dal 2010.

## Episodi
1. Un Compleanno Spaziale
2. Il cervello gommoso di neon
3. sos dal pianeta giallo
4. Caccia al marziano
5. mamma l'aliena
6. e se vendessimo la terra
7. kiki dinosauro da passeggio

## Nel mondo
- RTVE
- Mediaset